# Пирогов, Александр Степанович
Алекса́ндр Степа́нович Пирого́в (22 июня [4 июля] 1899, Рязань — 26 июня 1964, остров Медвежья Голова, Рязанская область) — российский, советский оперный певец (бас). Народный артист СССР (1937). Лауреат двух Сталинских премий l степени (1943, 1949). Кавалер двух орденов Ленина (1937, 1951). Представитель певческой династии Пироговых.

## Биография

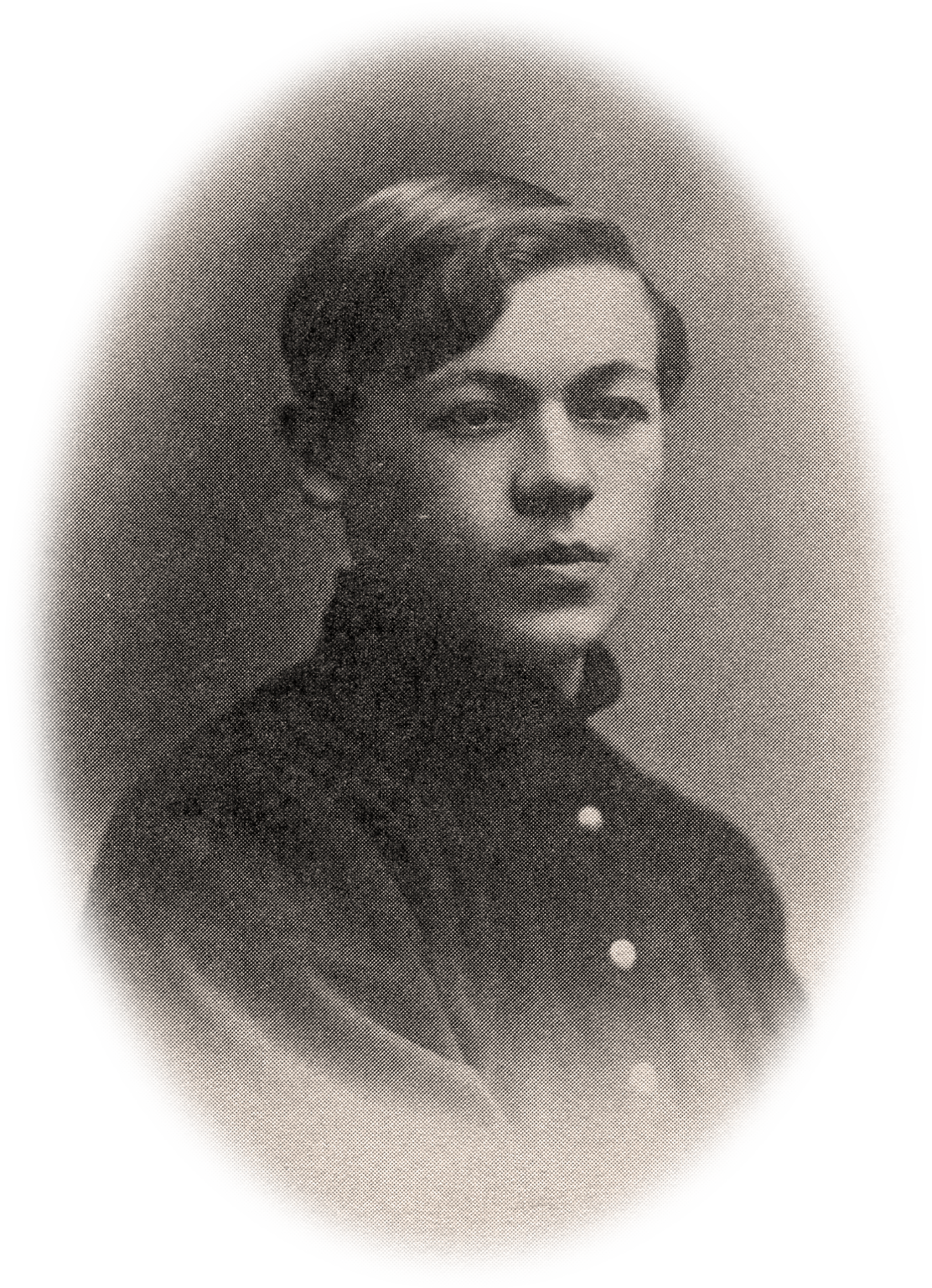
Александр Пирогов

Александр Пирогов родился в Рязани, куда его отец, Степан Иванович Пирогов, переселился с семьёй в поисках заработка из села Новосёлки Рязанской губернии. Был младшим из пятерых сыновей.
Петь начал с шестнадцати лет, в 1917—1918 годах учился на историко-филологическом факультете Московского университета и одновременно в Музыкально-драматическом училище Московского филармонического общества (ныне Российский институт театрального искусства — ГИТИС) у В. С. Тютюнника.
В 1919—1922 годах — артист хора Передвижного театра Реввоенсовета Республики. После окончания гражданской войны начал работать в Белорусской опере и Белорусском вокальном квартете. В 1922—1924 годах — солист «Первой свободной оперы С. И. Зимина» (бывший Оперный театр Зимина, с 1924 — филиал Большого театра) в Москве.
С 1924 до 1955 — солист Большого театра. За время работы в театре спел весь основной классический русский и зарубежный басовый репертуар, а также ряд ролей в новых советских операх. Вершиной творчества певца считается образ Бориса Годунова в одноимённой опере М. П. Мусоргского.
Выступал как концертный певец. Известен как мастер камерного пения. Наиболее близка ему была вокальная лирика С. В. Рахманинова и Н. А. Римского-Корсакова. В его репертуаре — романсы русских композиторов, народные песни. Был в числе первых исполнителей симфонии-кантаты «На поле Куликовом» (премьера в 1939 году, партия Дмитрия Донского) и оратории «Сказание о битве за русскую землю» (премьера в 1944 году, партия Воина) Ю. А. Шапорина, оратории «Емельян Пугачёв» М. В. Коваля.
Гастролировал за рубежом (Турция, Италия, Югославия, Финляндия).
Обладал голосом редкой красоты и выразительности, широкого диапазона и неповторимого тембра.
В 1943 году передал присуждённую ему Сталинскую премию в сумме 100 000 рублей в Фонд обороны.
Депутат Верховного Совета РСФСР 4 созыва.
Александр Пирогов скоропостижно скончался 26 июня 1964 года на острове Медвежья Голова на реке Оке (Шиловский район Рязанская область) незадолго до гастролей Большого театра в Милане, во время которых должен был выступить в главной роли в опере «Борис Годунов». Похоронен в Москве на Новодевичьем кладбище (участок № 3).
Адреса проживания в Москве
- Дегтярный переулок, дом № 10, строение 2
- Брюсов переулок, дом № 7, строение 1

### Семья
- Жена — Хрущёва Ольга Сергеевна (15 мая 1903 — 12 октября 1998)
  - Сын — Пирогов Олег Александрович (7 февраля 1925 — 15 июня 1980), профессиональный музыкант, композитор и теоретик
    - Внучка — Пирогова Любовь Олеговна
- Жена — Жуковская Глафира Вячеславовна (25 апреля [7 мая] 1898 — 2 марта 1991), оперная певица и педагог

### Династия

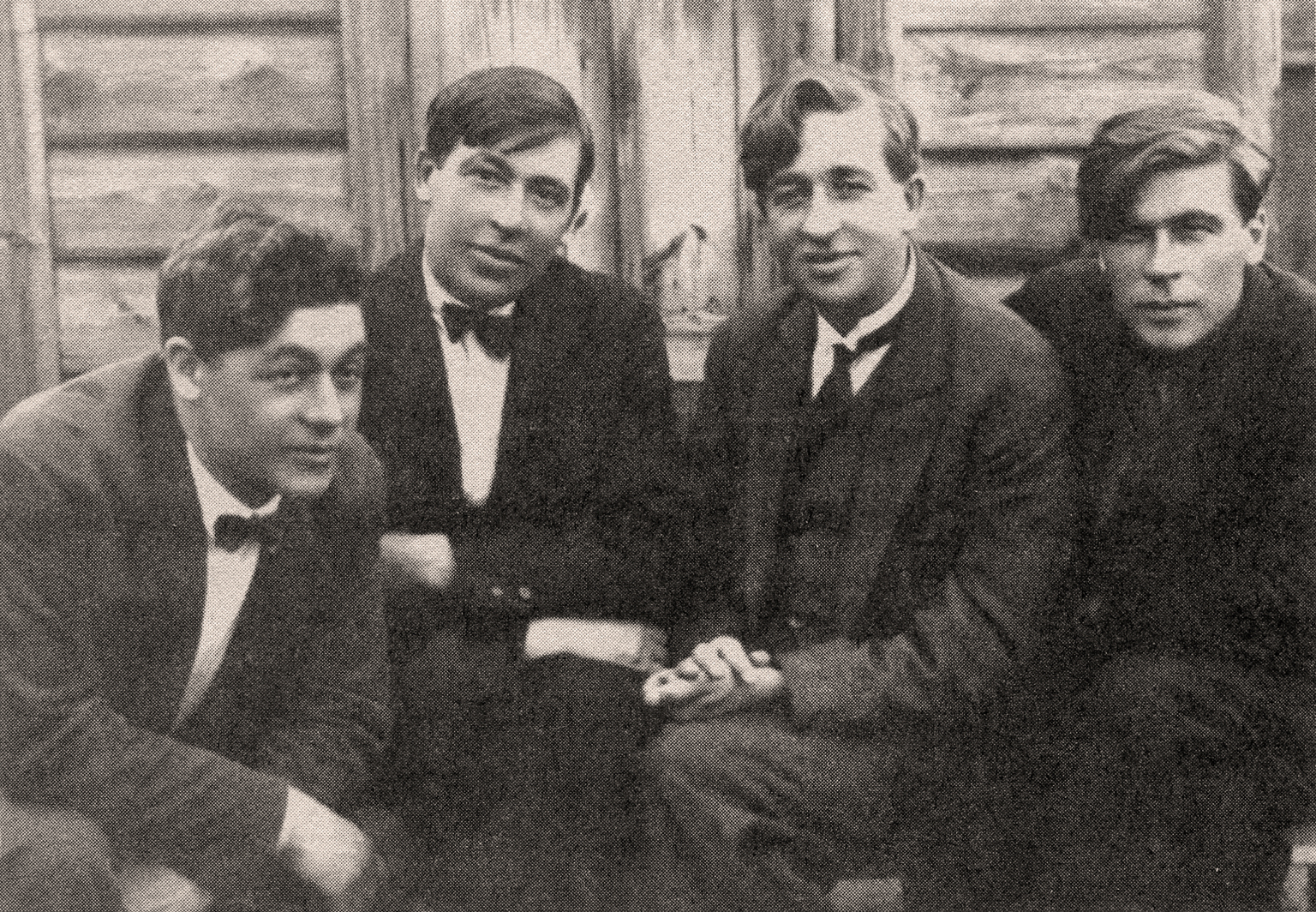
Александр, Михаил, Григорий и Алексей Пироговы

Дед будущих прославленных певцов Иван Казьмович Пирогов, наделённый крепким здоровьем и богатырской силой, в молодости бурлачил на Оке, но с возрастом перешёл на гужевой транспорт трактовым ямщиком. Иван Пирогов любил петь. Обладая мощным от природы голосом, он в кругу родных и односельчан частенько певал старинные и только что услышанные русские песни, охотно исполнял и напевы своего собственного сочинения. В дороге же его могучий бас то гудел как рязанский соборный колокол, то разливался удалой ямщицкой песней.
В семье Степана Ивановича и Марфы Нефедьевны Пироговых было десятеро детей: Пелагея, Анна (умерла на девятом году жизни), Анисья, Григорий, Михаил, Иван, Алексей, Мария, Александр и Анна. По воспоминаниям, петь любил и сам Степан Пирогов, но относился к этому как к пустой забаве. Все его сыновья обладали прекрасными голосами, любили исполнять русские народные песни.
Старшие братья-певцы:
- Григорий Степанович Пирогов (1885—1931), оперный певец;
- Михаил Степанович Пирогов (1887—1933), певец (бас), протодиакон Русской православной церкви;
- Алексей Степанович Пирогов (театральный псевдоним Пирогов-Окский) (1895—1978), оперный певец, актёр и вокальный педагог.

## Награды и звания
- Заслуженный деятель искусств РСФСР (1934)[14]
- Народный артист СССР (02.06.1937)[4][2][3]
- Сталинская премия первой степени (1943) — за выдающиеся достижения в области театрально-вокального искусства[4][2][3][15]
- Сталинская премия первой степени (1949) — за исполнение заглавной роли в опере «Борис Годунов» М. П. Мусоргского[4][2][3][16]
- Орден Ленина (02.06.1937) — за выдающиеся заслуги в деле развития оперного и балетного искусства[4][3]
- Орден Ленина (27.05.1951) — за выдающиеся заслуги в развитии советского музыкально-театрального искусства и в связи с 175-летием со дня основания Государственного ордена Ленина Академического Большого театра СССР[4][3][17]
- Медаль «За доблестный труд в Великой Отечественной войне 1941—1945 гг.»
- Медаль «В память 800-летия Москвы»

## Творчество
Артист не смеет уповать только на своё дарование. Без повседневного упорного чёрного труда нет и не может быть таланта. Дарование — это нож: пока он остёр, всё можно резать им. Но если вы перестанете его точить, шлифовать, чистить, — он затупится, потускнеет, заржавеет, и тогда ему грош цена.
— Александр Пирогов
Широта интересов и многогранность отмечают творческую деятельность Александра Пирогова, артиста замечательного по красоте и масштабам дарования, талантливого продолжателя славных традиций поколений русских басов. Обладая многими достоинствами своего старшего брата Григория Пирогова, Александр Пирогов сумел закрепить, расширить и развить эти традиции, будучи художником с большой буквы! Чрезвычайно удачно сложилась судьба Александра Пирогова. За его спиной тридцатилетие активной исполнительской деятельности на положении ведущего баса Большого театра! Им исполнены за это время буквально все значительные басовые партии. Стихийно мощная, захватывающая слушателей эмоциональность, темпераментность и искренность сочетаются у Пирогова с глубиной замысла, всесторонней обдуманностью, чёткостью и внутренним единством образа. Александру Степановичу Пирогову доступны все сферы исполнительского искусства. Это тёплая лирика, жанровая характерность и трагедийный пафос. Следуя примеру великих русских певцов А. В. Неждановой, Л. В. Собинова, Ф. И. Шаляпина, артист углублённо и серьёзно работал над ролями, изучал исторические материалы, эпоху, к которой относится действие оперы. Из года в год А. С. Пирогов совершенствовал свои вокальные данные. Легко и плавно льющийся голос А. С. Пирогова — бас мягкого, красивого тембра с полнозвучным средним регистром, бархатными низами и свободно звучащими верхними нотами, большое искреннее чувство и драматизм исполнения производили на слушателей неизгладимое впечатление. Александр Степанович удивительно гармонично сочетал талант певца и дарование драматического актёра.

### Коллеги об Александре Пирогове

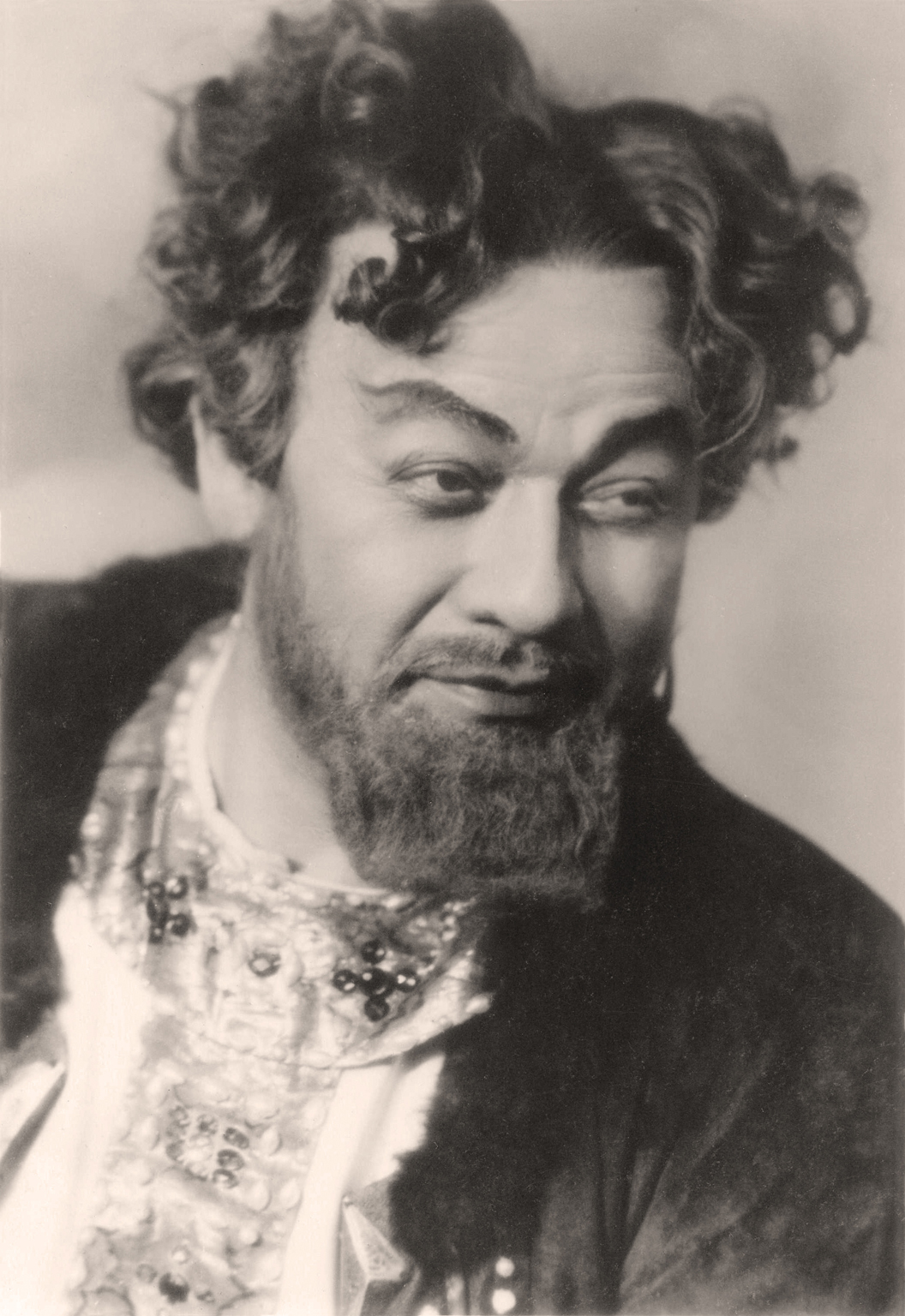
Александр Пирогов в роли Галицкого

Пирогов — замечательный русский артист, в его репертуаре много прекрасно созданных ролей, но в Галицком он был попросту неповторим, и лучшего я не знаю. Была в его Галицком могучая стихия, русская бесшабашность и удаль, страсть — никто ему не перечь, всё сметает с пути, а коль и убьёт, то не пожалеет. Темперамент у артиста был бешеный, но и управлять им он умел феноменально — качество более редкое, чем наличие самого темперамента. Как сейчас вижу его в сцене пьянки: на нём русская рубаха, на глаза свисает чуб, в ухе серьга…

Как бы мне да эту волю —

Понатешил бы я вволю

И себя, и вас —

Не забыли б нас!

Пей, пей, пей, гуляй!..

Голос большой, своеобразного тембра, слово выразительно, движения скульптурны, всё отделано до мельчайших деталей, подаётся в зрительный зал крупно, масштабно…
— Г. П. Вишневская, народная артистка СССР
Об Александре Степановиче существует много воспоминаний. В частности, сохранились высказывания народных артистов СССР И. К. Архиповой, А. Ф. Ведерникова, Г. П. Вишневской, А. П. Иванова, Е. К. Катульской, И. С. Козловского, С. Я. Лемешева, М. П. Максаковой, А. Ш. Мелик-Пашаева, М. Д. Михайлова, И. И. Петрова (Краузе), Б. А. Покровского, М. О. Рейзена, Е. Ф. Светланова, Н. С. Ханаева, Ю. А. Шапорина и А. А. Эйзена, народных артистов РСФСР П. М. Норцова и Н. Д. Шпиллер, заслуженных артистов РСФСР А. И. Орфёнова, Н. И. Покровской и Е. Ф. Смоленской.

### Оперные партии
Быстры, почти неуловимы движения Мефистофеля. Он будто весь наэлектризован. Его тело, взбудораженное какими-то невидимыми пружинами, словно извивается — то подаётся вперёд, то отпрянет назад, то метнётся в сторону. Во вздыбленных бровях, сверкающих глазах навыкате, искривлённых в зловещей улыбке губах Мефистофеля чудится и угроза и насмешка. А в такт музыке — бурной, стремительной, безудержной — льётся чудесный голос певца: «Люди разных каст и стран пляшут в круге бесконечном, окружая пьедестал…» Голос нарастает, будто волна в морском прибое, и вдруг где-то, между словами, неожиданно рассыпается искристыми, колючими брызгами. Но вот постепенно затихают последние аккорды знаменитых куплетов о золотом тельце. Однако это — затишье перед бурей. Буря несётся из зрительного зала, с раззолоченных балконов, из лож, партера Большого театра. Это буря аплодисментов, которыми зрители награждают любимого певца.

За все годы сценической деятельности на разных подмостках Александром Степановичем Пироговым было исполнено свыше сорока партий в операх русских и зарубежных композиторов.
Пел под управлением В. В. Великанова, Н. С. Голованова, В. А. Дранишникова, М. М. Ипполитова-Иванова, К. П. Кондрашина, В. Л. Кубацкого, А. Ш. Мелик-Пашаева, Е. А. Мравинского, В. В. Небольсина, А. И. Орлова, С. А. Самосуда, С. С. Сахарова, В. И. Сука, А. П. Чугунова, А. С. Шавердова, М. О. Штеймана и Л. П. Штейнберга.

#### «Первая свободная опера С. И. Зимина» (бывший Оперный театр Зимина)
1. 1922 — Дж. Мейербер, «Гугеноты» — Сен-Бри (дебютная партия)
2. 1922/1923 — Ф. Галеви, «Жидовка» — Кардинал
3. 1922/1923 — М. П. Мусоргский, «Борис Годунов» — Пимен
4. 1922/1923 — Н. А. Римский-Корсаков, «Царская невеста» — Собакин
5. 1922/1923 — П. И. Чайковский, «Мазепа» — Орлик
6. 1923 — Р. Вагнер, «Риенци» — Колонна
7. 1923 — Ш. Гуно, «Фауст» — Мефистофель
8. 1923 — М. М. Ипполитов-Иванов, «Измена» — Солейман
9. 1923 — А. Г. Рубинштейн, «Демон» — Гудал
10. 1923 — П. Н. Триодин, «Князь Серебряный» — Иван Грозный
11. 1923 — П. Н. Триодин, «Князь Серебряный» — Морозов
12. 1924 — А. И. Юрасовский, «Трильби» — Свенгали (первый исполнитель)

#### Большой театр
1. 1924 — Ш. Гуно, «Фауст» — Мефистофель
2. 1924 — Дж. Россини, «Севильский цирюльник» — Дон Базилио
3. 1924 — П. И. Чайковский, «Мазепа» — Орлик (дебютная патрия)
4. 1924 — А. И. Юрасовский, «Трильби» — Свенгали
5. 1925 — А. П. Бородин, «Князь Игорь» — Владимир Ярославич, князь Галицкий
6. 1925 — А. С. Даргомыжский, «Русалка» — Мельник
7. 1925 — Л. Делиб, «Лакме» — Нилаканта
8. 1925 — П. Н. Триодин, «Степан Разин» — Степан Разин (первый исполнитель)
9. 1926 — Н. А. Римский-Корсаков, «Сказка о царе Салтане» — Салтан
10. 1927 — М. И. Глинка, «Руслан и Людмила» — Руслан
11. 1927 — М. П. Мусоргский, «Хованщина» — Досифей
12. 1927 — С. С. Прокофьев, «Любовь к трём апельсинам» — Маг Челий (первый исполнитель)
13. 1928 — Н. А. Римский-Корсаков, «Садко» — Варяжский гость
14. 1929 — С. Н. Василенко, «Сын солнца» — Лао Син
15. 1929 — М. П. Мусоргский, «Борис Годунов» — Борис Годунов
16. 1930 — А. А. Крейн, «Загмук» — Нингир-Син
17. 1930 — А. А. Спендиаров, «Алмаст» — Надир-шах
18. 1932 — Н. А. Римский-Корсаков, «Золотой петушок» — Царь Додон
19. 1932 — Н. А. Римский-Корсаков, «Псковитянка» — Иван Грозный
20. 1933 — Э. Вольф-Феррари, «Четыре деспота» — Лунардо
21. 1933 — П. И. Чайковский, «Евгений Онегин» — Гремин
22. 1938 — О. С. Чишко, «Броненосец „Потёмкин“» — Вакуленчук (первый исполнитель)
23. 1939 — М. И. Глинка, «Иван Сусанин» — Сусанин
24. 1940 — П. И. Чайковский, «Иоланта» — Король Рене
25. 1953 — Ю. А. Шапорин, «Декабристы» — Пестель (первый исполнитель)

#### Большой зал Московской консерватории и Зал имени П. И. Чайковского
1. 1945 — С. С. Прокофьев, «Война и мир» — Кутузов

#### Музыкальный театр имени К. С. Станиславского и В. И. Немировича-Данченко
1. 1957 — С. С. Прокофьев, «Война и мир» — Кутузов

#### Отдельные оперные арии или партии (в театральных постановках не исполнялись, грамзапись)
1. А. П. Бородин, «Князь Игорь» — Ария Кончака
2. 1937 — М. М. Ипполитов-Иванов, «Ася» — Песня старого бурша
3. 1937 — Э. Ф. Направник, «Нижегородцы» — Ария Минина
4. 1946 — С. В. Рахманинов, «Алеко» — Рассказ старика
5. 1947 — А. Бойто, «Мефистофель» — Баллада Мефистофеля о мире
6. 1947 — Дж. Верди, «Дон-Карлос» — Ария Филиппа
7. 1947 — Дж. Мейербер, «Гугеноты» — Ария Марселя
8. 1947 — В. Р. Энке, «Любовь Яровая» — Песни Шванди (1-й и 3-й акты)
9. 1948 — М. П. Мусоргский, «Борис Годунов» — Песня Варлаама
10. 1951 — А. П. Бородин, «Князь Игорь» — Игорь Святославич, князь Северский
11. 1951 — Д. Б. Кабалевский, «Семья Тараса» — Ария Тараса
12. 1951 — С. В. Рахманинов, «Франческа да Римини» — Ариозо Ланчотто
13. 1952 — С. Н. Василенко, «Суворов» — Ариозо Суворова
14. 1952 — М. П. Мусоргский, «Хованщина» — Ария Шакловитого
15. 1952 — С. В. Рахманинов, «Алеко» — Каватина Алеко

### Полные записи опер
Шедевром мирового исполнительского искусства остался образ Бориса Годунова, воплощённый Александром Пироговым на сцене Большого театра. Первый раз певец выступил в партии Бориса, когда ему не исполнилось ещё 30 лет (12 февраля 1929 года). Хотя получил предложение спеть её десятью годами раньше. Однако тогда, пересилив искушение столь завидного предложения, всё-таки отказался, посчитав, что приниматься за такую вершину басового репертуара, требующую большого опыта и мастерства, преждевременно. Возможно, в первую очередь, он тогда прислушался к совету старшего брата Григория. Будет справедливым сказать, что к образу, ставшему высочайшим достижением в его творческой судьбе и судьбе русского оперного театра, он шёл всю свою жизнь. Спустя годы, находясь в зените славы своего Бориса, Александр Степанович вовсе не лукавил: «Я уже много раз сыграл эту роль, но всё так же пленяет меня образ Годунова, всё то же волнение я снова и снова испытываю. Хочется искать и находить всё новые и новые краски, чтобы показать Годунова. Так глубок образ, созданный Пушкиным и Мусоргским. Он многогранен и сложен. Я лично никак не могу отделаться от чувства, что ещё не вполне его „разгадал“, что ещё не все черты его облика выявлены мною, раскрыты пытливыми, всеобнажающими средствами искусства».

- 1936 — «Евгений Онегин» П. И. Чайковского, хор и оркестр Большого театра, дирижёр В. В. Небольсин — Гремин
- 1941 — «Князь Игорь» А. П. Бородина, хор и оркестр Большого театра, дирижёр А. Ш. Мелик-Пашаев [М10-46279-84 («Мелодия» 1985)] — Галицкий
- 1947 — «Моцарт и Сальери» Н. А. Римского-Корсакова, хор и оркестр Московского музыкального театра имени К. С. Станиславского и В. И. Немировича-Данченко, дирижёр С. А. Самосуд [Д-01927-8 (1954)] — Сальери
- 1947 — «Псковитянка» Н. А. Римского-Корсакова, хор и оркестр Большого театра, дирижёр С. С. Сахаров [Д-019333-8 («Мелодия» 1967)] — Иван Грозный
- 1948 — «Борис Годунов» М. П. Мусоргского, хор и оркестр Большого театра, дирижёр Н. С. Голованов [019056-99 (1949), Д-0305-12 (1956), Д-05836-43 (1959, «Мелодия» 1973)] — Борис Годунов
- 1948 — «Русалка» А. С. Даргомыжского, хор и оркестр Большого театра, дирижёр В. В. Небольсин [M10-36629-34 («Мелодия» 1974)] — Мельник
- 1948 — «Фауст» Ш. Гуно, хор и оркестр Большого театра, дирижёр В. В. Небольсин [Д-021-8 (1952), М10-05776-83 (1959, «Мелодия» 1985)] — Мефистофель
- 1949 — «Морозко» М. И. Красева, смешанный хор и оркестр Отдела вещания для детей Всесоюзного радиокомитета (хормейстер — И. М. Кувыкин), детский хор Народного дома культуры железнодорожников (художественный руководитель — С. О. Дунаевский), дирижёр А. П. Чугунов [Д-02299-302 (1954)] — Морозко
- 1951 — «Князь Игорь» А. П. Бородина, хор и оркестр Большого театра, дирижёр А. Ш. Мелик-Пашаев [Д-0632-9 (1952), Д-05322-9 (1959, «Мелодия» 1968)] — Галицкий
- 1954 — «Декабристы» Ю. А. Шапорина, хор и оркестр Большого театра, дирижёр А. Ш. Мелик-Пашаев [Д-02743-9 (1961), Д-016867-72 (1965), М10-38791-2 (фрагменты из оперы, «Мелодия» 1976)] — Пестель

### Романсы и песни
Концертный репертуар А. С. Пирогова был огромен. Всё лучшее, что написано для баса русскими и советскими композиторами, русские народные песни, произведения зарубежных композиторов, исполнял он на концертах и по радио. Его особенно привлекали неординарные программы, открывающие редкие страницы русской классики. К счастью, сохранившиеся записи дают представление о силе его искусства, об артисте, который стал олицетворением великой мощи народного таланта. Великолепный камерный певец, Пирогов умел чувствовать и выявлять самую суть музыкального произведения. Исполняя, например, грандиозную эпопею Рахманинова «Судьба», он убедительно доказал, что является непревзойдённым мастером трагедийного жанра. Значительную часть его камерного репертуара, помимо романсов М. П. Мусоргского, А. П. Бородина, М. А. Балакирева, П. И. Чайковского, Н. К. Метнера, составляла также рахманиновская лирика. Проникновенно звучали в исполнении А. С. Пирогова и русские народные песни, особенно в сопровождении оркестра русских народных инструментов под управлением Н. П. Осипова. Сыну крестьянина и коренному рязанцу, Александру Пирогову была близка стихия народного творчества, поэтому русская песня — тоскливая и беззаботная, шуточная и задумчивая, отчаянная и лирически напевная — всегда пользовалась особой его любовью.
Пел с хором ГАБТ СССР под управлением М. А. Купера, с Вокальным ансамблем при Радиокомитете СССР под управлением А. В. Свешникова, с Ансамблем красноармейской песни и пляски пограничных войск НКВД Белорусской ССР под управлением А. С. Степанова, с Оркестром народных инструментов имени Н. П. Осипова под управлением Д. П. Осипова и В. Д. Гнутова, с хором и оркестром ГАБТ СССР под управлением К. П. Кондрашина, с Государственным симфоническим оркестром СССР под управлением А. В. Гаука, с Симфоническим оркестром Всесоюзного радио под управлением С. П. Горчакова и с ансамблем песни и пляски под управлением А. В. Александрова. Сотрудничал с концертмейстерами-пианистами С. О. Давыдовой, А. Л. Зыбцевым, Н. А. Мироновым, С. С. Погребовым, В. Резцовым, В. П. Ульрихом, Н. Б. Шульманом и Б. М. Юртайкиным.

### Оратории, симфония-кантата

#### Первое исполнение
1. 1939 — М. В. Коваль, «Емельян Пугачёв» — Емельян Пугачёв
2. 1939 — Ю. А. Шапорин, «На поле Куликовом» — Дмитрий Донской
3. 1944 — Ю. А. Шапорин, «Сказание о битве за Русскую землю» — Воин

#### Записи
- 1940 — «Емельян Пугачёв» М. В. Коваля, оркестр ВРК, дирижёр С. П. Цвейфель — «Воля вольная» [Грампласттрест 10100-1]
- 1940 — «На поле Куликовом» Ю. А. Шапорина, Государственный симфонический оркестр СССР, дирижёр А. В. Гаук — Ариозо Дмитрия Донского [Грампласттрест 10102-3]
- 1944 — «Сказание о битве за Русскую землю» Ю. А. Шапорина, Государственный симфонический оркестр СССР, дирижёр А. В. Гаук — Воин
- 1951 — «Емельян Пугачёв» М. В. Коваля, симфонический оркестр Всесоюзного радио, дирижёр С. П. Горчаков — Монолог Пугачёва [Грампласттрест 19710, Д-00262 (1952)], Ариозо Пугачёва [Грампласттрест 19724], Казнь Пугачёва [Грампласттрест 19725-7], Сцена предательства [Грампласттрест 19728-9]

### Избранная дискография

#### Пластинки
- 1952 — Александр Пирогов (бас): Арии из опер М. Мусоргского [Д-00177-8]
- 1952 — Александр Пирогов (бас): Произведения советских композиторов [Д-00261-2]
- 1952 — Moussorgsky: Boris Godounov [U.S.A., Royale 1390/1/2] — Boris Godounov
- Boris Godunoff (Opera In Four Acts). Concert Version [The Musical Masterpiece Society MMS-114-PT-1/2/3/4, M114-OP13 Side 1-4] — Boris Godunoff
- Moussorgski. Boris Godunov [France, Le Chant Du Monde LDX-A-8047/48/49] — Boris Godunov
- 1956 — Александр Пирогов (бас). Арии из опер [НД-2970-1]
- 1959 — Пирогов Александр. Романсы С. Рахманинова [Д-5656-7]
- 1967 — Александр Пирогов, бас [Д-19471-2]
- 1968 — Александр Пирогов (бас) [Д-023231-2]
- 1973 — Искусство А. С. Пирогова [Д-035045-50]
- 1977 — Александр Пирогов. Песни [M20-39097-100]
- 1978 — Modest Mussorgsky (1839—1881), Boris Godunow (1874). Kronungsszene; Abschied, Gebet und Tod des Boris. Bass Vocals (Boris) — A. Pirogow, Mezzo-soprano Vocals (Fedor) — B. Zlatogorowa. [«Волшебный мир оперы», набор пластинок: Concert Hall GmbH, Zauberwelt der Oper (13×LP + Box, Comp), M 5018 — Seite 1]
- 1979 — Александр Пирогов, бас. Романсы [М10-41555-6]
- 1984 — Александр Пирогов, бас. Из истории Большого театра СССР [М10-45905-6]

#### Компакт-диски
- 1990 — Alexander Borodin. Le Prince Igor (3 Acts Version). Recorded in USSR in 1952. 3 CD [France, LDC 278 1041/43] — Galitski
- 1996 — Greatest Voices of Bolshoi. 2 CD [BMC Music 74321 39505 2] — Alexander Pirogov, bass: Alexander Borodin, «Prince Igor», Galitsky’s Recitative & Song, Act 1
- 1996 — Borodine. Prince Igor. Enregistrement 1941. 3 CD [France, LYS 060/62] — Prince Vladimir Galitzky
- 1998 — Rimsky-Korsakoff. Mozart et Salieri. S. Lemiecheff, A. Pirogoff. Samossoud. 1947. 1 CD [LYS341] — Salieri
- 2001 — Alexander Dargomyzhsky. Mermaid. Recording: Moscow, 1948. 2 CD [MVT CD 038—039] — Miller
- 2004 — Yuri Shaporin — The Decembrists. Historic Recording. Moscow, 1954. 2 CD [Austria, Preiser Records 90574] — Colonel Pestel
- 2005 — Александр Пирогов. Арии из опер (2 CD). Песни и романсы (5 CD). Серия «Великие исполнители России XX века»
- 2005 — Александр Пирогов, бас. Арии и сцены из опер русских композиторов. Записи 1930-х — начала 1940-х годов. Серия «Из сокровищницы Санкт-Петербургских музыкальных архивов». 1 CD [IMLCD121]
- 2005 — Александр Сергеевич Даргомыжский. «Русалка». «Каменный гость». Серия «Русская опера». 1 CD [RMG 1569] — Мельник
- 2007 — Григорий и Александр Пироговы. Арии и сцены из опер, песни. Серия «Выдающиеся исполнители». 1 CD [AQVR 315-2]
- 2007 — Александр Пирогов. Сцены и арии из опер. Серия «Выдающиеся исполнители». 1 CD [AQVR 316-2]
- 2008 — Н. Римский-Корсаков. «Псковитянка». Опера в 3 действиях (6 картинах) с прологом. Запись 1947 года. 2 CD [AQVR 333-2] — Царь Иван Грозный
- 2010 — М. Красев. «Морозко» (опера-сказка в четырёх действиях, шести картинах). Запись 1949 года. 1 CD [AQVR 353-2] — Морозко
- 2013 — Bolshoi. The Best of Melodiya (Большой театр. Лучшее из архивов «Мелодии»). 5 CD [MEL CD 1002164] — Ария Мельника
- 2015 — Юрий Шапорин. «Сказание о битве за Русскую землю». Оратория для солистов, хора и оркестра (первая редакция), op.17 (1944 г.). Запись 1944 года. 1 CD [AQVR 393-2] — Воин
- 2019 — Borodin. Prince Igor. Fragments from the opera. Rec. 1936—1938. 2 CD [AQVR 416-2] — Vladimir Galitski
- 2022 — Rymsky-Korsakov. The Tale of Tsar Saltan. Fragments from the opera. Rec. 1944. 1 CD [AQVR 421-2] — Tsar Saltan
- 2024 — Александр Пирогов, бас. Образы русской истории. Серия «Русское вокальное искусство». 1 CD [AQVR 429-2]

### Фильмография

#### Роли
- 1951 — Большой концерт (музыкальный фильм; режиссёр В. П. Строева) — Игорь Святославич, князь Северский
- 1954 — Борис Годунов (фильм-опера; режиссёр В. П. Строева) — Борис Годунов

#### Вокал
- 1962 — Моцарт и Сальери (телефильм-опера; режиссёр В. М. Гориккер) — Сальери (роль П. П. Глебова)
- 1969 — Псковитянка (фильм-спектакль; режиссёр В. И. Серков) — Иван Грозный (роль А. И. Кочеткова)

#### Архивные кадры
- 1967 — Певец Александр Пирогов. 1899—1964 гг. (диафильм; автор Л. Р. Вильвовская, консультант Е. А. Грошева, художник-оформитель И. А. Петрова, редактор А. Г. Старых)
- 1968 — Сын Оки (документальный фильм; режиссёр В. Д. Головин)
- 1969 — Поёт Александр Пирогов (документальный фильм; режиссёр А. К. Кустов)

#### Избранные DVD
- 2003 — The Great Singers of Russia — Volume 1, «From Chaliapin to Reizen». [VAI 4257] — Alexander Pirogov: Boris Godunov, Prince Igor
- 2004 — Mussorgsky. Boris Godunov. Alexander Pirogov as Boris Godunov — Kozlovsky — Nelepp — Mikhailov. 1954. [VAI 4253]

## Память

Мемориальная доска

- На окском острове, где умер певец, стоит памятник, на котором высечены слова: «Здесь, на Медвежьей Голове, 26 июня 1964 года умер прославленный русский певец народный артист СССР Александр Степанович Пирогов»[9][10].
- В Москве на доме артистов Большого театра (Брюсов переулок, дом 7) в 2001 году установлена созданная скульптором И. Н. Новиковым и архитектором А. К. Тихоновым мемориальная доска с надписью: «В этом доме с 1935 года по 1964 год жил выдающийся русский певец народный артист СССР Александр Степанович Пирогов»[55].
- В Рязани, в микрорайоне Приокский названа улица в честь А. С. Пирогова.
- В честь певца названы пароход и теплоход.
- В Рязани работает Музыкальный колледж имени Григория и Александра Пироговых.
- В селе Новосёлки Рыбновского района Рязанской области с июля 1995 года действует МБУК «Дом-музей Пироговых».
- На родине певцов ежегодно происходит праздник песни, посвящённый братьям Пироговым.

### Основная литература
- Анисимов А. Александр Степанович Пирогов. — М.: Искусство, 1953. — 15 с. — (Большой театр СССР). — 10 000 экз.
- ПИРОГОВ, Александр Степанович // Большая советская энциклопедия: в 50 т. / Гл. ред. Б. А. Введенский. — Второе издание. — М.: Государственное научное издательство «Большая советская энциклопедия», 1955. — Т. 33: Печь — Польцин. — С. 75. — 672 с. — 300 000 экз.
- Пирогов Александр Степанович // Знатные рязанцы / Ред. Е. Д. Андреева. — Рязань, 1959. — С. 208—210. — 248 с. — 10 000 экз.
- Александр Степанович Пирогов // Русские певцы / Автор М. Л. Львов. Общ. ред. Л. А. Дмитриева. — М.: Музыка, 1965. — С. 196—203, 263. — 264 с. — 14 000 экз.
- Пироговы // Театральная энциклопедия: в 6 т. / Гл. ред. П. А. Марков. — М.: Советская энциклопедия, 1965. — Т. 4: Нежин — Сярев. — С. 175—176 (стб. 359—361). — 1152 стб., 576 с. — 40 500 экз.
- Куликов А. Знаменитый бас. Александр Степанович Пирогов // Гордость земли Рязанской. — М.: Московский рабочий, 1973. — С. 311—315. — 384 с. — 30 000 экз.
- Пироговы // Большая советская энциклопедия: в 30 т. / Гл. ред. А. М. Прохоров. — Третье издание. — М.: Советская энциклопедия, 1975. — Т. 19: Отоми — Пластырь. — С. 557—558. — 648 с. — 630 000 экз.
- Шнайдер А. Александр Степанович Пирогов // Мастера Большого театра. Народные артисты СССР. К 200-летию Государственного академического Большого театра СССР / Ред.-сост. М. Яковлев. — М.: Советский композитор, 1976. — С. 166—181. — 695 с. — 15 000 экз.
- Пироговы // Музыкальная энциклопедия: в 6 т. / Гл. ред. Ю. В. Келдыш. — М.: Советская энциклопедия, 1978. — Т. 4: Окунев — Симович. — С. 146—147 (стб. 292—293). — 976 стб., 488 с. — 102 200 экз.
- Иванов А. П. Чудо на Оке. — М.: Советская Россия, 1984. — 176 с. — 50 000 экз.
- Пирогов Ал-др Степ. (1899—1964) // Советский энциклопедический словарь / Гл. ред. А. М. Прохоров. — 4-е издание. — М.: Советская энциклопедия, 1989. — С. 1017. — 1632 с. — 2 500 000 экз. — ISBN 5-85270-001-0.
- Пирогов Александр Степанович (1899—1964) // Вокально-энциклопедический словарь: Биобиблиография: в 5 т. / М. С. Агин. — М., 1993. — Т. 4 (М—Р). — С. 227—231. — 312 с. — 1000 экз.
- Касаткин В. М., Пирогов Я. А. Пирогов Александр Степанович // Рязанская энциклопедия / Гл. ред. В. Н. Федоткин. — Рязань: Пресса, 2000. — Т. 2. — С. 145. — 720 с. — 700 экз.
- Иванов А. П. Певцы братья Пироговы. — М.: Голос-Пресс, 2008. — 384 с. — 3000 экз. — ISBN 978-5-7117-0061-6.
- Пирогов Александр Степанович // Большой театр. Золотые голоса / Т. И. Маршкова, Л. Д. Рыбакова. — М.: Алгоритм, 2011. — С. 771—783. — 1024 с. — 3000 экз. — ISBN 978-5-4320-0035-4.